# Nadine Akogbéto
Nadine Akogbéto est une entrepreneuse et femme politique béninoise. Elle est la première personne à obtenir un doctorat en tourisme au Bénin. Elle préside la Fédération béninoise des concours de beauté et est promotrice du « Miss Indépendance Bénin ». En 2021, elle représente le Bénin au sein du Réseau Africain des Professionnels du Tourisme.

## Biographie

### Formation
Nadine Akogbéto soutient sa thèse de doctorat en tourisme sur le thème « Milieu Naturel et Tourisme dans le département de l’Atacora au Bénin (Afrique de l’Ouest) » à l'Université d'Abomey Calavi en octobre 2020. Elle est la première personne à obtenir un doctorat en tourisme au Bénin.  

### Carrière
Coordonnatrice nationale du Réseau Africain des Professionnels du Tourisme au Bénin, elle contribue à mettre en valeur le secteur du tourisme au Bénin. 
En mars 2022 elle est élue présidente de la Fédération béninoise des concours de beauté. Il a pour objectif de réunir les associations des concours de beauté afin de les fédérer et promouvoir la culture ainsi que le tourisme au Bénin et à l'international.
En septembre 2022, elle représente le Bénin à l'assemblée générale constitutive du Réseau Africain des Professionnels du Tourisme au Bénin en Côte d'Ivoire et y est élue deuxième vice-présidente. 
Promotrice de « Miss Indépendance Bénin » à sa dix septième édition, elle innove et fait de la Miss et ses dauphines des ambassadrices du patrimoine naturel, des enfants vulnérables, de l’éducation des filles, de la promotion du genre et de l’autonomisation de la femme.

## Politique
Elle entame sa carrière politique comme membre de l’Union Démocratique pour un Bénin Nouveau d'où elle démissionne en 2022 en dénonçant des agissements humiliants à son encontre. Elle intègre ensuite le partie Bloc Républicain.